# Sangaris
D'acord amb la mitologia grega, Sangaris (en grec antic Σάγγαρις) o també Sagaritis (Σάγαρίτις, va ser una hamadríada estimada per Atis, segons la versió que en dona Ovidi.
Atis, déu de la natura i pàredre de Cíbele, havia promès a la deessa, que es mantindria cast, però es va unir a la nimfa Sangaris. Cíbele, gelosa i irritada, va tallar l'arbre al qual anava lligada la seua vida i va fer embogir al jove Atis, que es va emascular.